# NGC 4693
NGC 4693 ist eine 13,3 mag helle Spiralgalaxie vom Hubble-Typ Scd im Sternbild Drachen am Nordsternhimmel. Sie ist schätzungsweise 81 Millionen Lichtjahre von der Milchstraße entfernt und hat einen Durchmesser von etwa 55.000 Lichtjahren. 
Das Objekt wurde am 7. April 1793 von Wilhelm Herschel mit einem 18,7-Zoll-Spiegelteleskop entdeckt, der sie mit „vF, E, 2′ long, 0.5′ broad“ beschrieb.